# Arhopala sidicina
Arhopala sidicina är en fjärilsart som beskrevs av Hans Fruhstorfer 1914. Arhopala sidicina ingår i släktet Arhopala och familjen juvelvingar. Inga underarter finns listade i Catalogue of Life.